# Яхья
Яхья́ ибн Закарийя́ (араб. يحيى بن زكريا‎) — исламский пророк, посланный народу Израиля для подтверждения истинности пророческой миссии Исы ибн Марьям. Сын пророка Закарии. Отождествляется с библейским пророком Иоанном Крестителем. Упоминается в Коране 5 раз. Согласно исламскому преданию пророк Яхья был первым, кто предсказал пророчество Исы, уверовал в него и помогал ему проповедовать среди евреев.

## Биография

### Рождение
У пророка Закарии и его жены Элизабеты долгое время не было детей и он стал молить Аллаха о том, чтобы Он дал ему сына. Аллах принял его мольбу и, посредством ангелов, обрадовал их вестью о рождении сына. Затем престарелый Закария, которому тогда было около ста лет попросил указать знамение для подтверждения их слов. Знамением явилось трёхдневное молчание Закарии. В исламе рассказ о пророке Яхье служит доказательством могущества Аллаха и его способности даровать людям детей даже в старости.

 Тогда Закария (Захария) воззвал к своему Господу, сказав: «Господи! Одари меня прекрасным потомством от Себя, ведь Ты внимаешь мольбе». ۝ Когда он стоял на молитве в молельне, ангелы воззвали к нему: «Аллах радует тебя вестью о Йахье (Иоанне), который подтвердит Слово от Аллаха и будет господином, воздержанным мужем и пророком из числа праведников». ۝ Закария (Захария) сказал: «Господи! Как может у меня родиться сын, если старость уже настигла меня и жена моя бесплодна?». Аллах сказал: «Так Аллах вершит, что пожелает!». ۝ Закария (Захария) сказал: «Господи! Покажи мне знамение». Аллах сказал: «Твое знамение будет в том, что ты будешь три дня разговаривать с людьми только знаками. Много поминай своего Господа и славь Его перед закатом и утром».
—  3:38—41 (Кулиев)

### Имя
Коранический рассказ о жизни пророка Яхьи имеет много общего с историей Иоанна Крестителя, описанной в Евангелии от Луки (1:57—80)  «И сказали ей: никого нет в родстве твоём, кто назывался бы сим именем.» (Лк. 1:61). Похожий аят содержится в суре Марьям.

О Закария (Захария)! Воистину, Мы радуем тебя вестью о мальчике, имя которому Йахья (Иоанн). Мы не создавали прежде никого с таким именем (или никого подобного ему).
—  19:7 (Кулиев)

### Характер
Пророк Яхья был добродетельным человеком, в Коране называется праведником и благочестивым человеком, в одном ряду с Исой и Ильясом. Яхья с детства был мудр, богобоязнен, и кроток с родителями.

О Йахья (Иоанн)! Крепко держи Писание. Мы одарили его мудростью, пока он был ещё ребенком, ۝ а также состраданием от Нас и чистотой. Он был богобоязнен, ۝ почтителен к родителям и не был гордецом и ослушником. ۝ Мир ему в тот день, когда он родился, в тот день, когда он скончался, и в тот день, когда он будет воскрешен к жизни!
—  19:12—15 (Кулиев)

## Яхья в Сунне
Согласно преданиям, пророк Яхья родился в том же году, что и пророк Иса. Яхья рос под присмотром своего отца и, с малых лет пребывая в Иерусалимском Храме, он преданно служил Аллаху. Он любил находиться в уединении и вёл аскетический образ жизни, довольствуясь малым в своей повседневной жизни.
Достигнув совершеннолетия, пророк Яхья начал свою пророческую миссию среди израильтян, проповедуя религию пророка Мусы (Моисея). Когда же ему стало известно о начале посланнической миссии пророка Исы, он признал его и стал призывать свой народ к новой вере и руководствоваться Инджилем (Евангелием). Большинство израильтян не приняло новую религию, продолжая следовать Таурату (Торе).
Иудейский царь Ирод вначале хорошо относился к пророку Яхье, но когда Яхья отказался признавать брак Ирода с его родственницей, отношение Ирода к Яхье изменилось. Яхью казнили, обезглавив. Так пророк Яхья в возрасте примерно 35 лет принял мученическую смерть во имя веры. Голова пророка Яхьи захоронена в Омейядской мечети Дамаска.